# The Big Noise (film, 1928)
Pour les articles homonymes, voir The Big Noise.
Pour plus de détails, voir Fiche technique et Distribution.
The Big Noise est un film américain réalisé par Allan Dwan et sorti en 1928.

## Synopsis
John Sauval, surveillant dans le métro de New York, aimerait marier sa fille à un concessionnaire de Coney Island, mais celle-ci aime un autre homme. Les préparatifs du mariage sont interrompus lorsque John a un accident dans le métro.

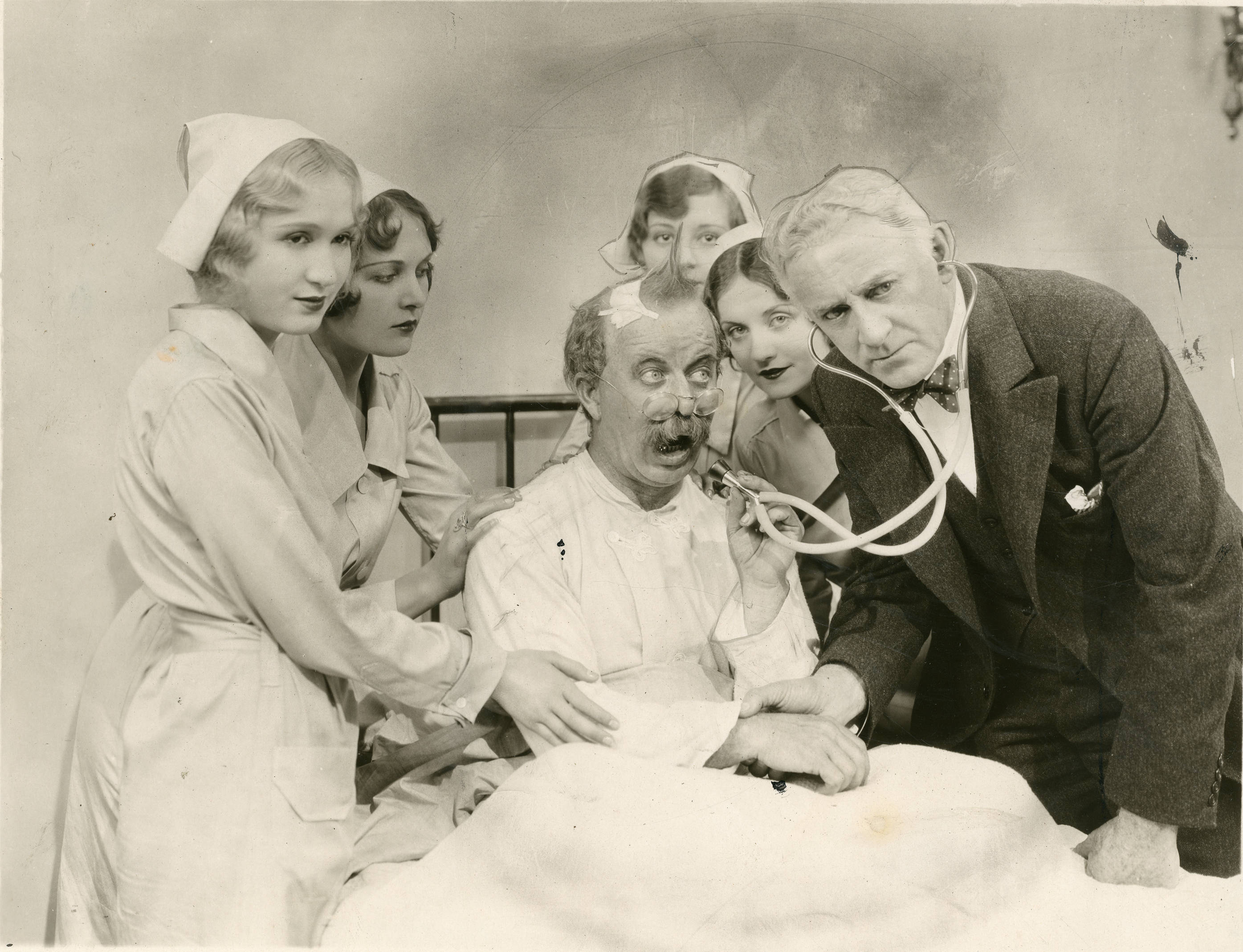
Une scène du film avec Chester Conklin.

## Fiche technique
- Réalisation : Allan Dwan
- Adaptation :  Thomas J. Geraghty d'après une histoire de Ben Hecht
- Production : First National Pictures
- Pays de production :  États-Unis
- Durée : 80 minutes
- Date de sortie : 25 mars 1928

## Distribution
- Chester Conklin : John Sloval
- Alice White : Sophie Sloval
- Bodil Rosing : Ma Sloval
- Sam Hardy : Philip Hurd
- Jack Egan : Bill Hedges
- Ned Sparks : William Howard
- David Torrence